# 막스 베르트하이머

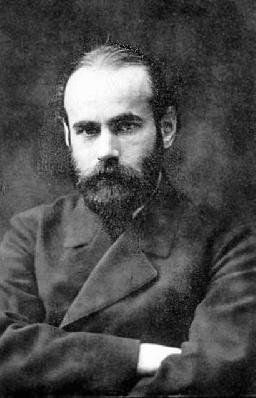

막스 베르트하이머(Max Wertheimer, 1880년 4월 15일 ~ 1943년 10월 12일)는 오스트리아-헝가리 제국 출신의 심리학자로 쿠르트 코프카, 볼프강 쾰러와 더불어 게슈탈트 심리학의 창시자 세 명 중 한 명이다. 베르트하이머는 1904년 박사학위를 취득했고 프랑크푸르트의 교육 관련 기관들에서 근무했다. 베를린의 한 심리학 기관에서 일하기 위해 1916년부터 1929년까지 프랑크푸르트를 떠나기도 했으나 1929년 정교수가 되어 돌아온 후 1933년까지 머물렀다. 이후 히틀러가 보여준 정치적 입장에 대해서 특히 유태인 혈통의 자신의 신변에 위협이 될 수 있는 등 개인적 이유로 인해 미국으로 가족들과 같이 이민을 가기로 결정한 것으로 알려져 있으며 1933년 9월 13일 뉴욕항에 도착하였다. 이후 미국 시민권을 취득했으며 뉴욕의 뉴 스쿨에서 근무하기도 했으며 많은 학자들과도 교류했다. 이들 중에는 미국으로 망명 혹은 이민을 온 많은 유럽 출신 학자들도 포함된 것으로 알려져 있다.

## 가족 관계
- 부친: 빌헬름 베르트하이머
- 모친: 로자 베르트하이머
- 아내: 안나 카로(1942년 이혼)

## 같이 보기
- 게슈탈트 심리학
- 쿠르트 코프카
- 볼프강 쾰러